# 九十九里鉄道
- 九十九里鉄道
- 九十九里鐵道

九十九里鉄道株式会社（くじゅうくりてつどう）は、千葉県東金市を拠点とするバス事業者である。小湊鉄道と共に小湊グループを形成する。両社で株を持ち合い、企業規模が大きく異なるものの、株式保有比率の関係により、小湊鉄道の名目的な親会社とされている。
一般路線バスの営業エリアは千葉県東金市を中心に、八街市・山武市・大網白里市・山武郡九十九里町の計4市1町に及ぶ。東金市からコミュニティバス「東金市内循環バス」の運行を受託している。また、東金の本社営業所内には小湊鉄道東金営業所が併設され、小湊鉄道の大網駅を発着する一部路線の車両が在籍している。
現在はバス専業であるが、1926年（大正15年）から1961年（昭和36年）までは東金駅と上総片貝駅を結ぶ鉄道路線（1931年まで軌道）を運営しており（後述）、廃止後も社名には「鉄道」の文字が残されている。

## 歴史
- 1922年（大正11年）9月26日 - 軌道特許状下付（山武郡東金町〜同郡片貝村間）[2]
- 1923年（大正12年）12月21日 - 九十九里軌道として設立[3][4]。
- 1926年（大正15年）11月25日 - 東金〜片貝（のちの上総片貝）間開業[3]。
- 1927年（昭和2年）3月2日 - 軌道特許状下付（山武郡鳴浜村-同郡豊海村間）[5]
- 1931年（昭和6年）12月26日 - 軌道から鉄道に変更[6]。
- 1932年（昭和7年）3月24日 - 九十九里鉄道に社名変更[7]。
- 1936年（昭和11年）1月22日 - 鉄道免許失効（山武郡片貝町大字片貝-同郡鳴浜村大字本須賀間 指定ノ期限マテニ工事ニ着手セサルタメ）[8]
- 1937年（昭和12年）10月20日 - 鉄道免許状失効（山武郡片貝町大字片貝-同郡豊海村大字真亀間 指定ノ期限マテニ工事ニ着手セサルタメ）[9]
- 1939年（昭和14年）11月 - 学校前仮駅設置。
- 年月日不明 学校前仮駅廃止。
- 1944年（昭和19年）3月 - 京成電気軌道傘下に入る。
- 1948年（昭和23年）12月 - 鉄道と並行した東金〜片貝間の路線バス運行開始。
- 1953年（昭和28年） - 学校前駅再設置。
- 1961年（昭和36年）3月1日 - 東金〜上総片貝間の鉄道廃止。

## 社紋
九十九里軌道時代に制定された社紋は軌道の軌の周囲を九つの「九」が囲い、「九九」を表していた。九十九里鉄道としての初代社紋はこれをベースに中心の文字を「軌」から「鐵」に変更したものである。
戦後新たに制定された2代目社紋は左右の半円の中に「白」を入れたものである。白は「百」という文字から一画目の「一」を除くことで「百から一を差し引く」、すなわち「 100 - 1 =  99 」で九十九を表しており、「り」を図案化した半円と併せて「九十九里」を表現している。両側の羽根は交通機関を象徴するものとして付けられたが、鉄道事業廃止時に外され、現在の社紋は九十九里を表現する意匠のみとなっている。

九十九里軌道 社紋
九十九里鉄道 初代社紋
九十九里鉄道 2代目社紋
九十九里鉄道 3代目社紋

## バス事業

### 現行路線

#### 高速路線

##### 急行 九十九里ライナー線
- 特急：JR千葉駅 - 中央三丁目 - 砂郷 - 南上宿 - 東岩崎 - サンピア前 - 東金駅東口 - 東金保健所 - 新宿下 - 養護学校入口 - 家徳 - 九十九里学園前 - 九十九里町役場前 - 西之下 - 片貝駅（ - 蓮沼ウォーターガーデン）
- JR千葉駅→中央三丁目→東千葉メディカルセンター→砂郷→南上宿→東岩崎→サンピア前→東金駅東口→東金保健所→新宿下→養護学校入口→家徳→九十九里学園前→九十九里町役場前→西之下→片貝駅（平日運休）
- JR千葉駅 - 中央三丁目 - 新宿下 - 養護学校入口 - 家徳 - 九十九里学園前 - 九十九里町役場前 - 西之下 - 片貝駅

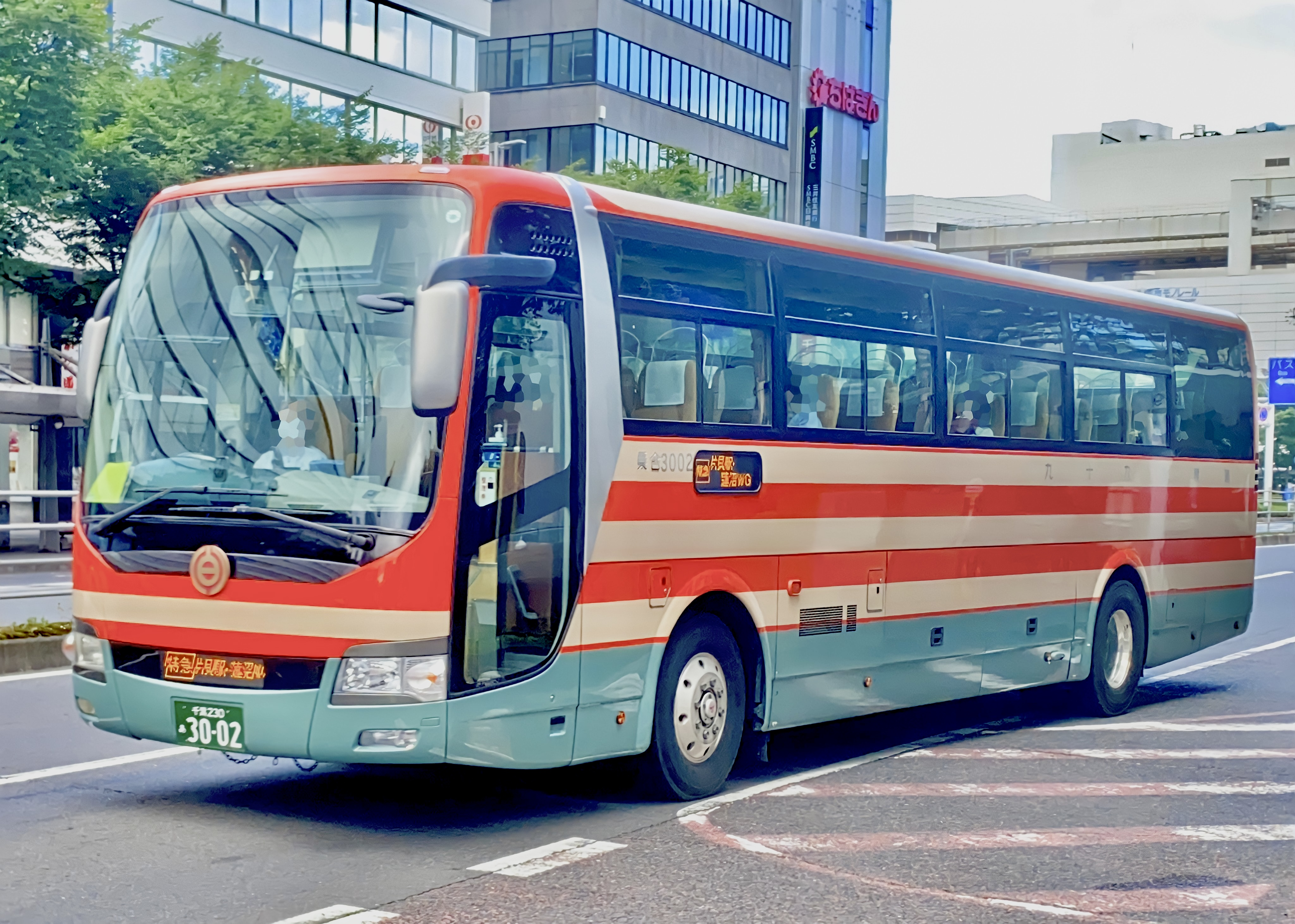
蓮沼ウォーターガーデン行きとなる九十九里ライナー

千葉東金道路を経由する。山田インターみきの湯前 - 丘山台三丁目間は、平日下り方向の夜間2便のみ停車。夏休み期間中のみ、場合によって後述の蓮沼ウォーターガーデン線と統合し、蓮沼ウォーターガーデンまで延長運転を行うことがある。

##### 急行 レイクサイドライナー・レイクサイドヒル線
- JR千葉駅 - 中央三丁目 - 東金NT丘の街 - 高等技術専門校 - 北中学校 - 西が丘 - 南が丘 - 湖北台 - 八坂台一・二丁目 - 文化会館 - 東金駅入口 - 東金駅西口 - 東金駅入口 - 九十九里鉄道本社前 - 新宿下 - 養護学校入口 - 九十九里学園前 - 片貝駅

千葉東金道路を経由する。

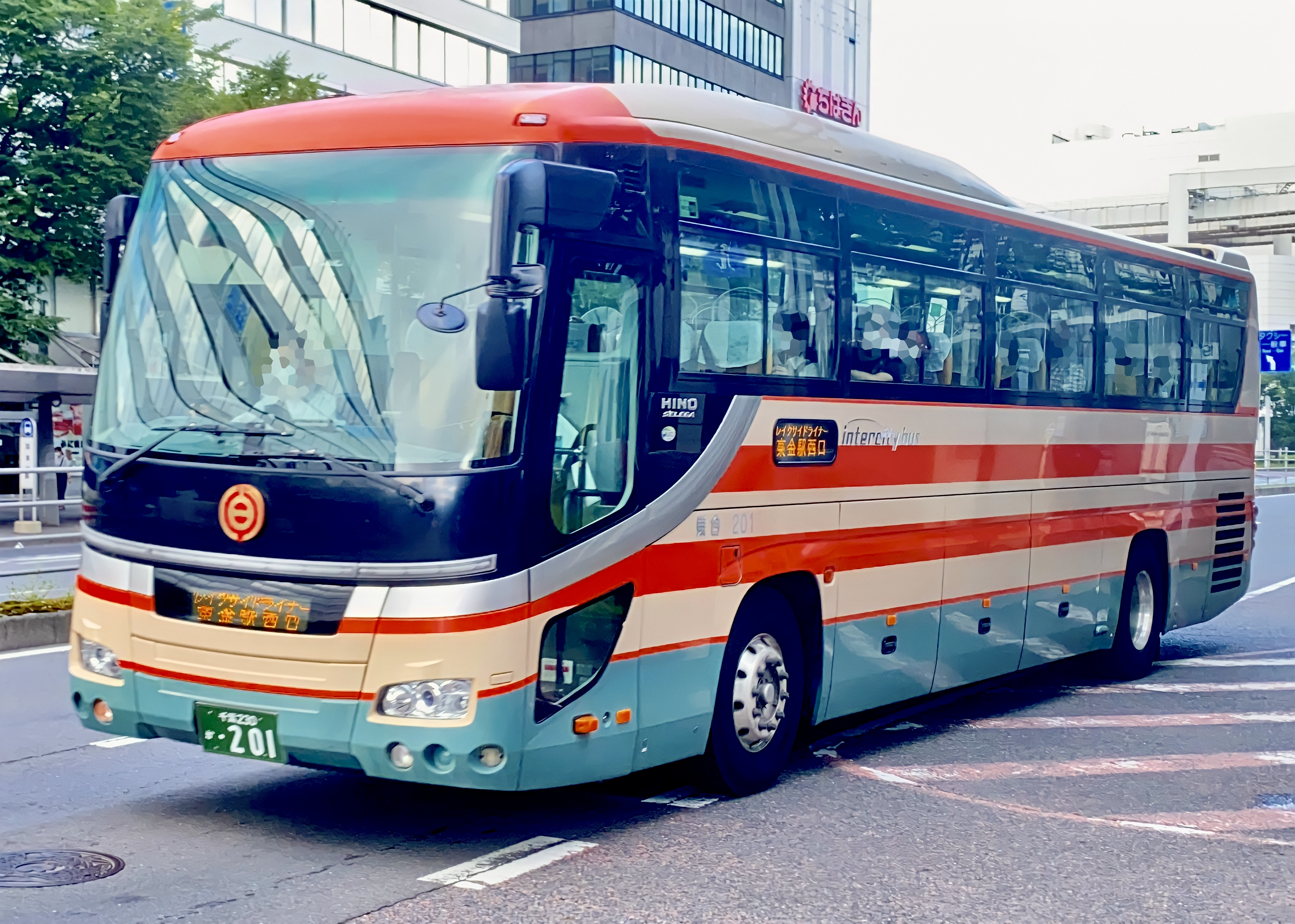
レイクサイドライナー

2013年3月31日限りで、共同運行していたちばフラワーバスが同路線から撤退。翌4月1日にダイヤ改正を実施。九十九里鉄道の単独運行となる。京成千葉中央駅での降車扱いを廃止、また同路線の起・終点を、八坂台一・二丁目から東金駅西口に変更。同時に、一部便がレイクサイドヒル地区 東金駅西口経由 片貝駅始終着となった。

##### 急行 蓮沼ウォーターガーデン線
- 直行 ：JR千葉駅 - （無停車） - 蓮沼ウォーターガーデン

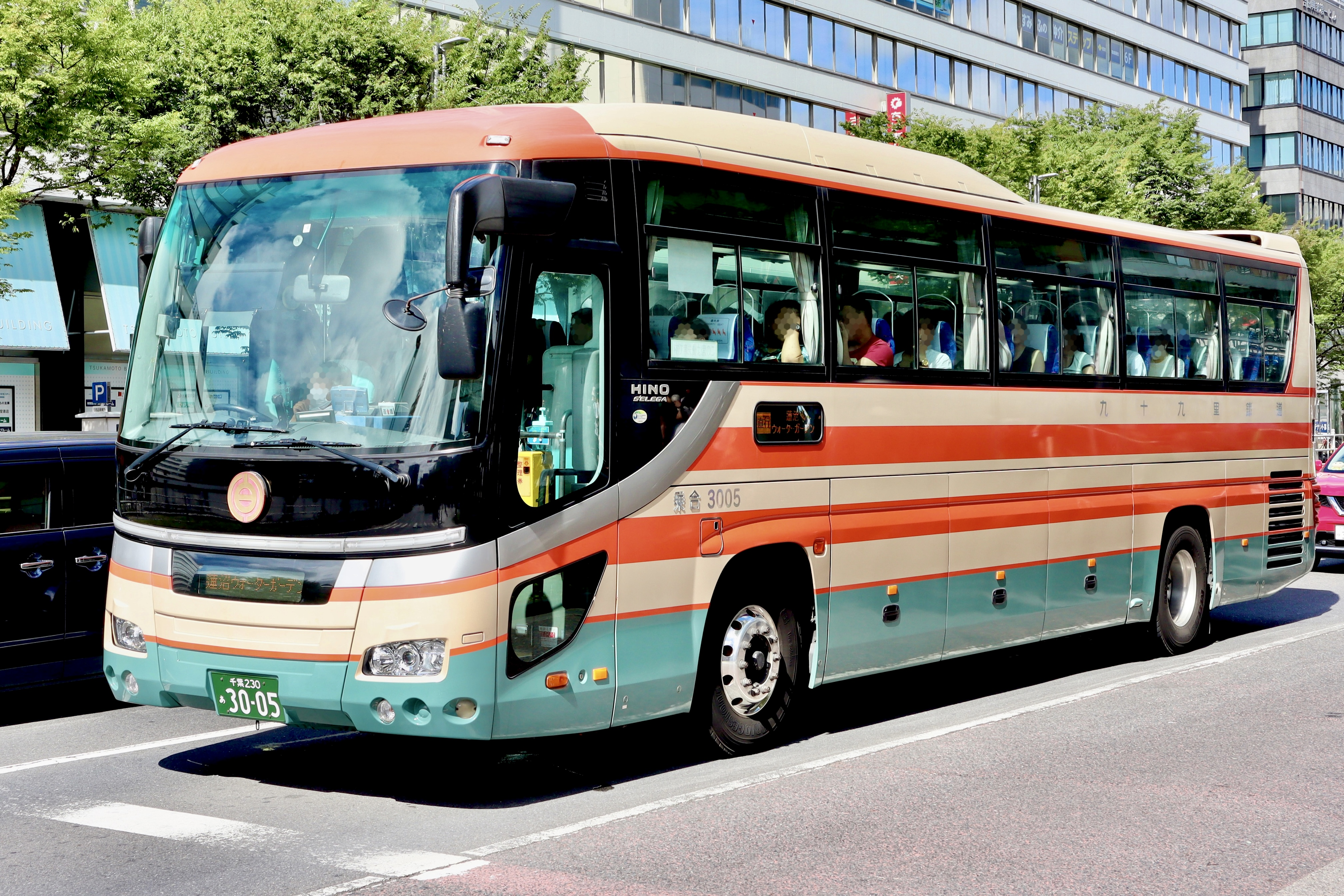
蓮沼ウォーターガーデン行き直行バス

蓮沼ウォーターガーデンの営業期間（7月中旬 - 9月中旬）に限って運行される臨時の直行バス。乗車するには小湊鉄道バス千葉駅案内所にて事前にチケットを購入する必要がある。なお、九十九里ライナーの予約人数によっては、千葉駅を同刻に発車する九十九里ライナーと統合され、運休となる場合がある。

#### 一般路線
◎は、地域間幹線系統として、国・千葉県・東金市の補助を受ける。

##### 本須賀線
- ◎1：東金駅 - （サンピア前） - 養護学校入口 - 家徳 - 九十九里学園前 - 九十九里町役場前 - 駅入口 - 北之下 - 中川岸 - 本須賀

##### 片貝駅線
- 2：東金駅 - （サンピア前） - 養護学校入口 - 家徳 - 九十九里学園前 - 九十九里町役場前 - 西の下 - 片貝駅（平日は下りのみ運行）

##### サンライズ九十九里線
- 6：東金駅 - （サンピア前） - 養護学校入口 - 家徳 - 九十九里学園前 - 九十九里町役場前 - 西の下 - 粟生納屋 - 不動堂 - サンライズ九十九里（運行は平日のみ）
- 東金駅 - 養護学校入口 - 家徳 - 九十九里学園前 - 九十九里町役場前 - 西之下 - 海の駅九十九里（平日下りは運行無し）
- 東金駅 - サンピア前 - 養護学校入口 - 家徳 - 九十九里学園前 - 九十九里町役場前 - 西之下 - 道の駅九十九里

サンピア前は平日のみ経由。
- 「西の下」という経由地については以下の停留所がいずれも片貝県道上に置かれている。

片貝線下り（片貝・本須賀方面）
片貝←「西の下」←「西の下歩道橋」←東金
片貝線上り（東金方面）
片貝→「西の下（西の下歩道橋）」→東金
※上りは、停留所において「西の下」と表記されているものの、車内放送においては「西の下歩道橋」と案内されている。

##### 豊海線
- 3：東金駅 - （サンピア前） - 幸田 - 上西野 - 不動堂 - サンライズ九十九里
- ◎4：東金駅 - （サンピア前） - 幸田 - 上西野 - 不動堂 - 粟生納屋 - 西の下歩道橋 - 九十九里町役場前 - 九十九里学園前 - 家徳 - 養護学校入口 - （サンピア前） - 東金駅
- 5：東金駅 - （サンピア前） - 幸田 - 上西野 - 不動堂 - 粟生納屋 - 片貝駅（土休日上りは運休）
- ◎7：東金駅 - （サンピア前） - 幸田 - 上西野 - 不動堂 - サンライズ九十九里 - 白里（平日のみ運行）

東金駅と東金ショッピングセンター サンピア、国民宿舎サンライズ九十九里を結ぶ路線。サンピア前は平日のみ経由。

##### 八街線
- 11：東金駅←丘山小学校←滝台←極楽寺←笹引←駒返←八街駅
- 12：東金駅 - 東金商業高校前 - 菅谷 - 栗生 - 滝沢入口 - 上布田 - 極楽寺 - 笹引 - 駒返 - 八街駅（上りのみ運行）
- 東金駅 - 菅谷 - 粟生 - 滝沢入口 - 上布田 - 笹引 - 駒返 - 八街駅
- 東金駅 - 菅谷 - 粟生 - 滝沢入口 - 上布田（平日のみ運行）

滝台経由は、1往復半のみの運転。
東金駅 - 東金商業高校前 - 菅谷 - 粟生 - 滝沢入口 - 上布田間の区間便・1往復半あり（土・日・祝日運休）。
東金市の単独補助路線。

##### 東金レイクサイドヒル線
- 17：東金駅 - 日吉台四丁目 - 湖北台 - 南が丘 - 西が丘 - 日吉台四丁目 - 東金駅（平日上りのみ運行）

##### 東金商業線
- 14：東金駅 - 東金商業高校（学休日は運休）
- 東金駅 - 東金商業高校前（学休日は運休、東金駅発便のみ）

##### 千葉学芸高校線
- 15：東金駅 - 千葉学芸高校（学休日は運休）

##### 大網線
- 10：東金駅東口 - サンピア前 - 南上宿 - 砂郷 - 県立東金病院 - 福俵 - 福俵駅入口 - 一木松 - 大網下宿 - 役場入口 - 大網駅（運休中）

土休日1往復のみ運転。

##### 季美の森線
- 東金駅西口 - 台方 - 東千葉メディカルセンター - 東一丁目 - スポーツプラザ前 - 季美の森（運休中）
  - かつての東金駅西口 - 東千葉メディカルセンター間の路線「東千葉メディカルセンター線」を季美の森まで延伸。現在は季美の森線と表記されている。

##### 東金アリーナ線
- 東金駅西口 - 東金アリーナ
  - 土休日のみ運行。片貝県道から東金市のスポーツ施設「東金アリーナ」内に直接乗り入れる。

#### コミュニティバス
- 東金市内循環バス（東金市）
  - 福岡路線
  - 豊成路線

### 過去路線

#### 急行 サンライズライナー線

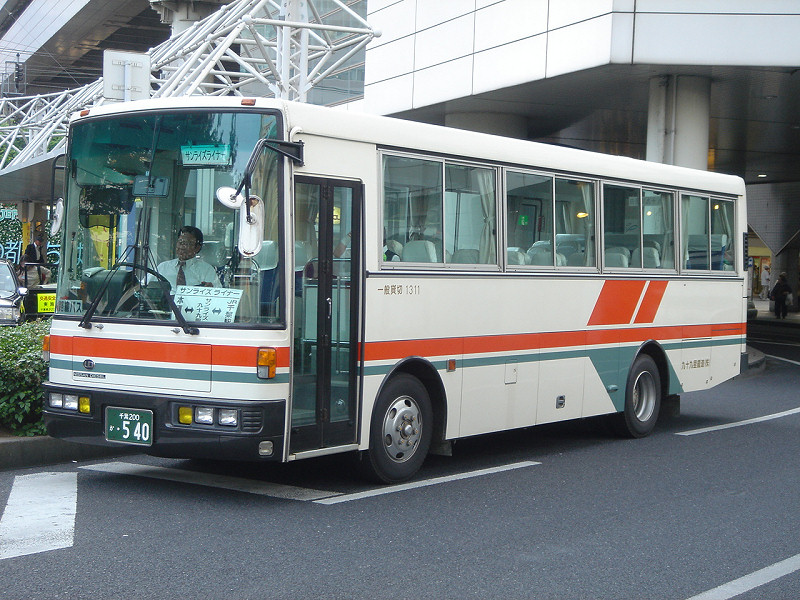
貸切塗装で運行されるサンライズライナー（千葉駅前にて）

- JR千葉駅 - 中央三丁目 - サンライズ九十九里 - 不動堂 - 片貝駅 - 新開 - 本須賀

2008年7月18日廃止。

### 車両
コミュニティバスなど一部を除き、車両のメーカーは日産ディーゼル工業（現・UDトラックス）製が多数を占め、以前は同社製車両でほぼ統一されていた。
かつての小湊鉄道と同じく富士重工業製車体を架装した車両が多くなっている。富士重工業のバスボデー架装事業撤退後に導入された車両（貸切バスや急行路線バス用車両）では西日本車体工業製の車体を架装している。なお、路線車については1993年を最後に自社発注車の導入を中止し、その置き換えを目的に小湊鉄道から移籍した日産ディーゼル製車両も存在しており、現在では小湊鉄道からの移籍車が主力になっている。小湊鉄道の営業所のうち、塩田営業所管内と当社管内は同じ千葉ナンバーのため、ナンバーを変更せずに使用されている車両も存在する。小湊鉄道と異なり、当社のバス乗降方式は前乗り・前降り方式で、交通系ICカードは利用できないため、移籍車は後扉の整理券発行機を前扉に移設し、ICカードリーダーを撤去する改造を行っている。
以前は自社発注車、小湊鉄道からの移籍車ともに全車がツーステップ車であったが、2016年に小湊鉄道から移籍した281号車（西日本車体工業製ボディーの日産ディーゼル・UA）が九十九里鉄道初のワンステップ車、2017年に西武バスから移籍した291号車（西日本車体工業製ボディーの日産ディーゼル・UA）は九十九里鉄道初のノンステップ車となっており、車両の代替とともにバリアフリー化が行われている。
また、2011年になって小湊鉄道からいすゞ自動車製の高速路線車、三菱ふそう製の貸切車（いずれも車体は富士重工業製を架装）が移籍し、長きにわたった日産ディーゼル製車両での統一が崩れた。2013年には急行バス用としていすゞ・エルガを、2015年には貸切車として三菱ふそう・エアロエース、2017年には高速車としていすゞ・ガーラをそれぞれ新車で導入した。
2018年からは、自社発注の急行路線用車両（トップドア仕様・西日本車体工業製ボディーの日産ディーゼル・UA/RA）を小湊鉄道に移籍させる代わりに、同社からハイデッカー車両（高速車）を譲受して自社の急行路線用車両を更新している。その過程で日野・セレガが1台移籍し、国産4メーカーの車両が揃うこととなった。また、九十九里から小湊へ移籍した車両は、主にスクールバスや企業送迎用として活躍している。
小湊鉄道の車両と異なり、九十九里鉄道の車両には車番がある。一般路線車については3桁の車番となっており、自社発注車は西暦年の下2桁+個別の番号1桁〈例：871（1987年導入）、911（1991年導入）など〉、小湊鉄道からの移籍車は移籍された年の和暦+個別の番号1桁〈例：211（平成21年＝2009年移籍）、281（平成28年＝2016年移籍）など〉で表されている。高速路線車や貸切車は現在は4桁の車番となっており、導入された年の和暦+個別の番号2桁〈例：1601（平成16年＝2004年導入）、2501（平成25年＝2013年導入）など〉で表されている。平成1桁の時代に導入された車両では、「301」など3桁の車番を持っていたものもあった。

## 鉄道（軌道）事業（廃止）

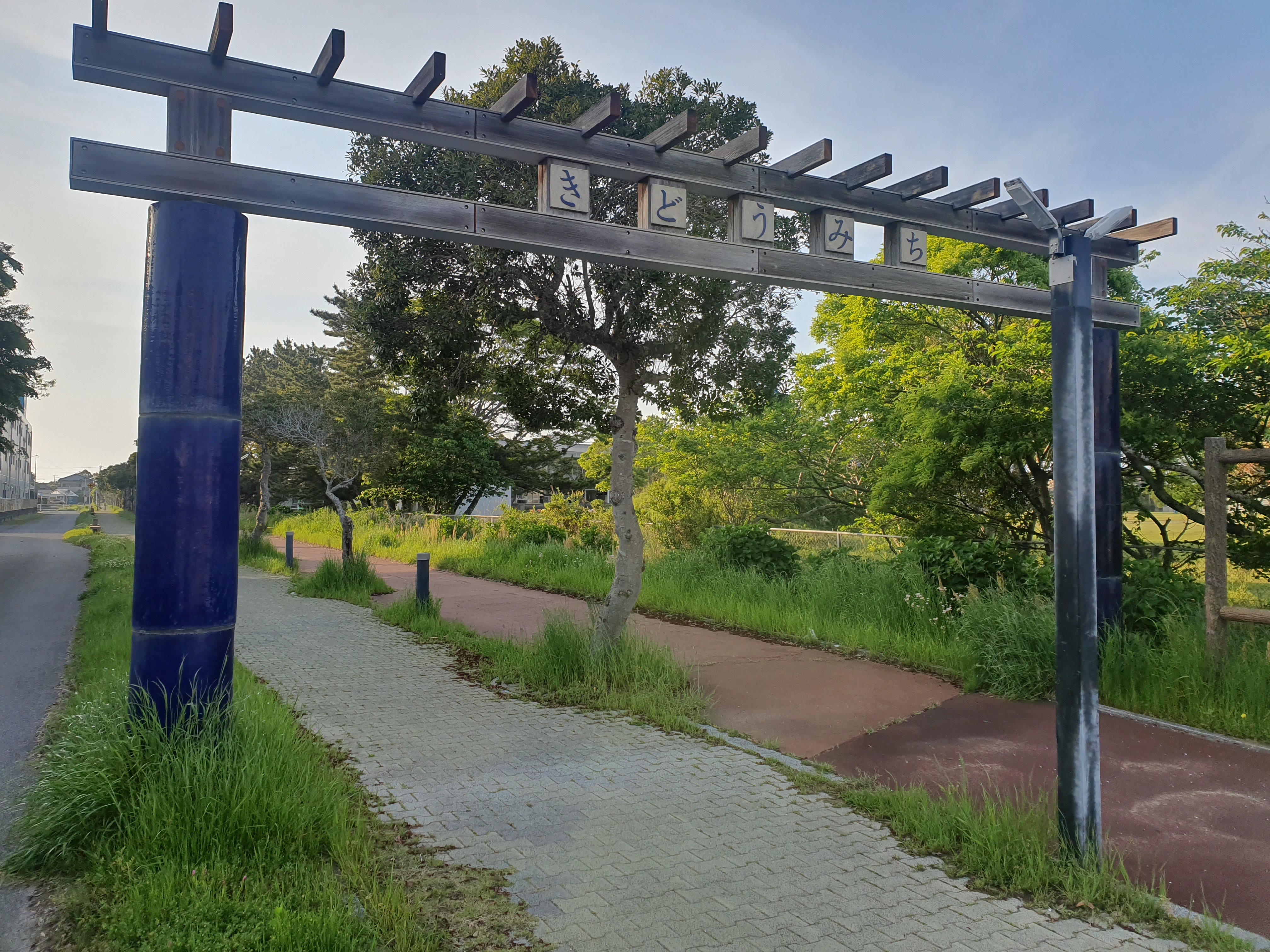
九十九里鉄道廃線跡。遊歩道として整備され「きどうみち（軌道道）」と名付けられている。

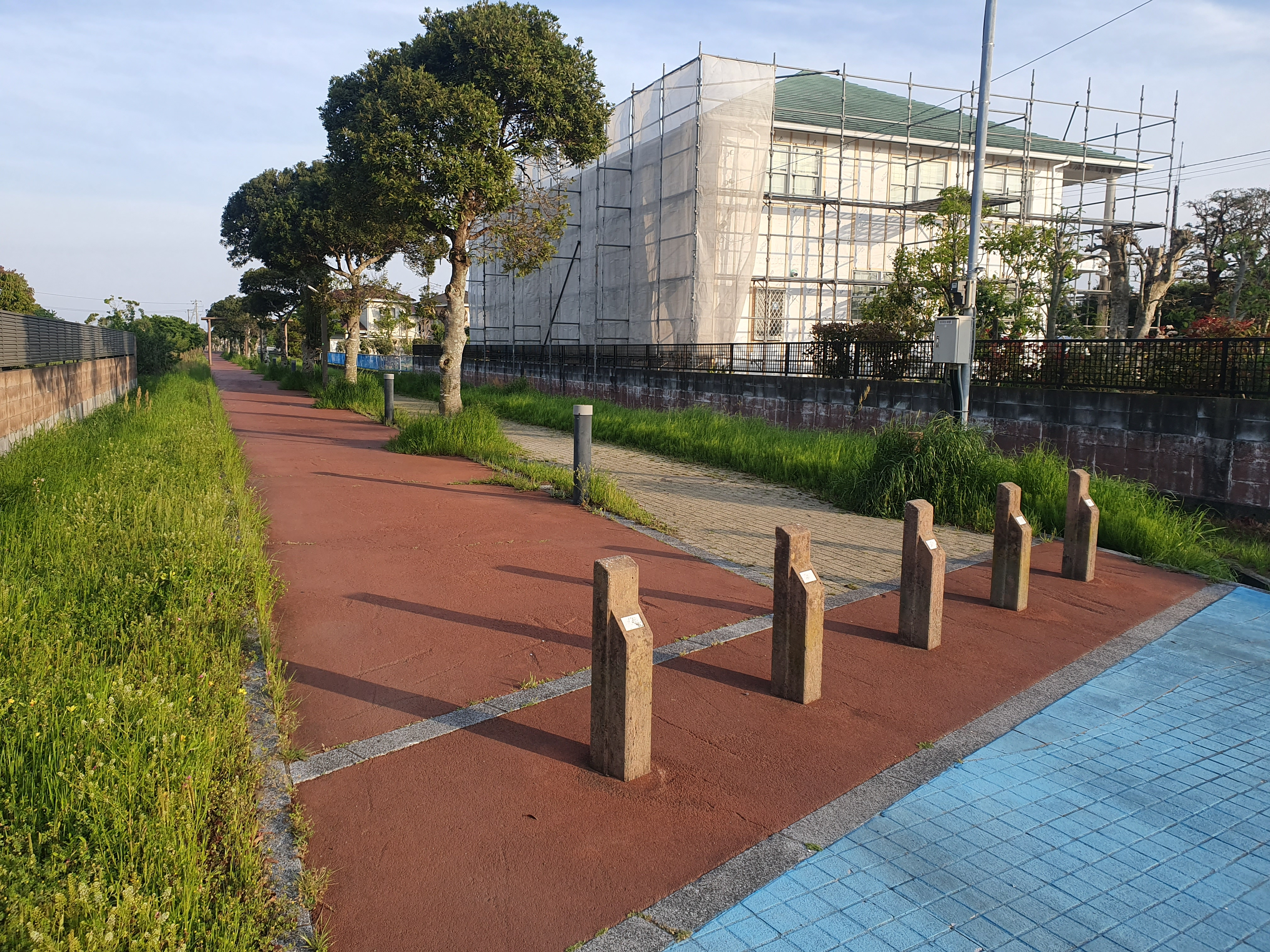
同上。千葉県山武郡九十九里町片貝。2022年5月。

東金と漁師町の片貝を結ぶ路線として1926年11月25日に開業。全線の運賃は30銭だった。当初は九十九里軌道を名乗り、法規上も軌道法の適用を受けた軌道だったが、1931年に地方鉄道法に適用法規を変更し、翌年社名も九十九里鉄道に改めた。
列車はガソリンカーで運行されていた。このガソリンカーは運転席が進行方向側にしかない単端式と呼ばれるもので、東金駅と上総片貝駅にあった転車台に載せ方向転換する必要があった。なお、太平洋戦争後の1946年から1947年頃まで、燃料不足や溢れる買出し客を捌くため蒸気機関車も併用していた。栃尾鉄道のB形コッペル5号機（1920年製、7t、30PS、1400mmタイプ）を1946年（昭和21年）11月に購入。1947年（昭和22年）9月に日本硫黄沼尻鉄道（耶麻軌道）のB形コッペルB73（3号、1914年製、7t、30PS、1200mmタイプ）を購入し、1号と改称した。
夏季には海水浴客で賑わったが、車社会が進む一方で資金不足から鉄道施設の近代化が図れず、1961年2月28日限りで廃止され、以後はバス専業になる。

### 当時の状況
太平洋戦争中や戦後は気動車の燃料として使われるガソリンの入手が困難となったが、本鉄道は気動車の燃料を沿線地域の片貝付近の地下で採取した天然ガスで動くように改造して代用することによって乗り切り、この時代も気動車による運行を継続することができた。しかし、天然ガスはガソリンと比べて馬力が弱かった。
1961年当時、鉄道と並行した道路（未舗装）に自社の定期バスも運行され、鉄道と交互運行だった。乗客が上総片貝駅に尋ねにいくと、鉄道が先かバスが先かを案内してくれた。
列車の走行速度については、気動車が有蓋車1輛と客車2輛を牽引した状態で、時速30kmにも満たなかったという。
上記の通り1961年2月28日限りで廃止されたが、さよなら運転等の行事やお名残乗車の乗客が詰めかけたわけでもなく、その日の上りの最終列車に乗車した人はほんの数名だった。

### 駅一覧
廃止時点のもの
東金駅（とうがね） - 堀上駅（ほりあげ） - 家徳駅（かとく） - 荒生駅（あらおい） - 西駅（にし） - 学校前駅（がっこうまえ） - 上総片貝駅（かずさかたかい）

### 接続路線
※事業者名は営業当時のもの。
- 東金駅：国鉄東金線

### 所属車両
廃止時点のもの

#### 気動車
ディーゼルエンジン搭載車は皆無で、ガソリンエンジン車のみで最後まで通された。また空気ブレーキ装備は行われず、牽引気動車の手動式ブレーキ・エンジンブレーキのみで減速・停止を行った。
キハ102・103・104 （1926年（大正15年） 丸山車輌製）
キハ101は1929年（昭和4年）に焼失。当初形式は「キハ」ではなく「クジュウクリ・マルヤマ」を略した「クマ」であったとも言われている。
木造車で九十九里軌道→鉄道線の営業全期間を通じての主力車。丸山車輌が製造した単端式気動車の代表事例で、他の丸山単端車が最大20HPのフォード・モデルTエンジンと変速機を用いていたのに対し、強化版として、フォード社の傍系会社であるフォードソン・トラクター製26HP4気筒エンジンを搭載、専用トランスミッションを装備した。台枠の一部にも木材を用いていたことが特徴。原型では車端の車内寄り床下にエンジンを納めたキャブオーバー型であったが、1950年代初頭に100HP級のフォード・V型8気筒にエンジン換装、フロントに台枠とボンネットを突き出させ、客貨車牽引力を著しく増大させた。またこの時期に、木造外板の外側に鋼板を張り付ける補強措置も行っている。キハ101以外の3両はメンテナンス状態が良かったこともあり、木骨木造のため概して老朽化が早く早期廃車されがちであった丸山単端車の中では異例な、35年に渡る長寿を達成した。

#### 客車
気動車改造車をのぞき、ほとんどが木造車であった。
キハ201 （1930年（昭和5年）雨宮製作所製）
焼失したキハ101の代替車として新造されたもので、雨宮独特の角張った車体を持つ。当初形式は「クジュウクリ・アメミヤ」を略した「クア」であったとも言われる。戦後まで気動車として使われたが、1950年代末期にエンジンを降ろされて客車化された。
ケハフ301 （1936年（昭和11年）日本車輌製造本店製）
岩井町営軌道が当局に無認可で新造していた半鋼製両運転台気動車キハ104を、同線休止後の1944年に譲受、キハ301として入線させたもの。岩井町営の「モグリ」車両であることは戦時中の混乱に紛れて露見しなかった模様。1944年12月に提出された申請書には認可された規格を超過した数字が記入されていたが当局が勝手に誤記と判断し訂正を指示、1945年3月何事もなく認可された。機動性では単端式各車よりも勝っていたはずであるが、戦後比較的早期に客車化。
ハニフ105・106・ケハ107・111

#### 貨車
ケワ50・52・53

#### 車両数の推移
| 年度      | 機関車 | 内燃動車 | 客車 | 貨車 | 貨車 |
| 年度      | 機関車 | 内燃動車 | 客車 | 有蓋 | 無蓋 |
| --------- | ------ | -------- | ---- | ---- | ---- |
| 1926      |        | 4        |      |      |      |
| 1927      |        | 4        | 2    |      |      |
| 1928      |        | 4        | 2    |      |      |
| 1929      |        | 3        | 2    |      |      |
| 1930      |        | 4        | 2    |      |      |
| 1931-1937 |        | 4        | 2    | 3    |      |
| 1946      | 1      |          | 9    | 9    | 3    |
| 1948      | 2      | 2        | 8    | 8    | 3    |
| 1952      | 0      | 5        | 4    | 4    | 3    |
| 1955      |        | 5        | 4    | 4    | 3    |
| 1959      |        | 4        | 5    | 5    | 3    |

- 鉄道統計資料、鉄道統計各年度版、高井薫平『軽便追想』ネコパブリッシング、1997年、212頁

### 鉄道線廃止後の車両動向
廃止直後にケハ107が沿線の片貝ときがね幼稚園に寄贈されたが、幼稚園移転の際に個人が引き取り、現在は千葉県内某所にて保管している。
その他の車両は、京成電鉄が谷津遊園と船橋ヘルスセンターの間に遊覧鉄道を計画していたことから東金駅構内にて保管。しかし実現することなく1972年頃まで放置状態となり、荒廃が進んですべて処分された。九十九里鉄道関係者の話によれば、廃車体は全て東金駅周辺区画整理の際に粉砕され、土に埋められたという。